# Богомилово
Богоми́лово (болг. Богомилово) — село в Старозагорській області Болгарії. Входить до складу общини Стара Загора.

## Населення
За даними перепису населення 2011 року у селі проживали 1552 особи.
Національний склад населення села:
| Національність   | Кількість осіб | Відсоток |
| ---------------- | -------------- | -------- |
| болгари          | 1296           | 91,8%    |
| турки            | 106            | 7,5%     |
| Всього відповіли | 1411           |          |

Розподіл населення за віком у 2011 році:
Динаміка населення: